# Власов Василь Юхимович

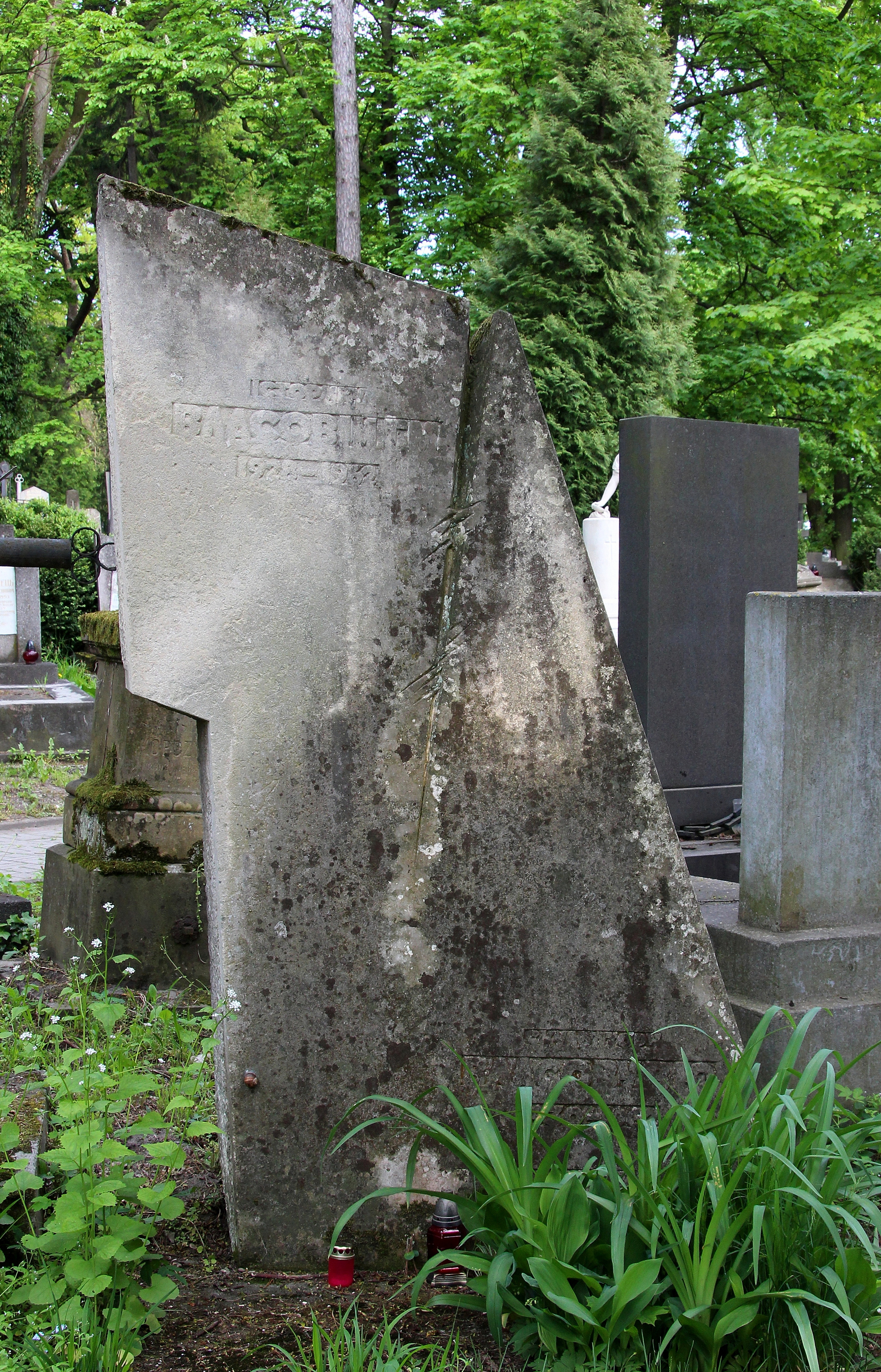

Власов Василь Юхимович (26 червня 1930, Волотово — 28 липня 1962, біля Адлера) — український скульптор.

## Біографія
1957 року закінчив Львівський інститут прикладного та декоративного мистецтва. Серед викладачів з фаху був зокрема Микола Рябінін. Від того ж року брав участь у мистецьких виставках. Початково працював в академічній манері. Поступово перейшов до узагальнених і стилізованих форм, у поєднанні зі сміливим композиційним вирішенням. Автор низки керамічних виробів, зокрема серійних. Загинув 28 липня 1962 в авіакатастрофі поблизу Адлера (Росія). Разом із ним летіла дружина — історик Галина Власова. Обидвоє поховані на Личаківському цвинтарі, поле № 4. На могилі пам'ятник авторства Євгена Дзиндри. Того ж року організовано посмертну персональну виставку у Львові.
Роботи
- «Ніна», 1956.[3]
- Портрет Миколи Кузнецова, 1957.[3]
- «Портрет знайомої». 1958, тонований гіпс, 57,6×26×38.[5]
- «За мир і дружбу», 1958.[3]
- «За мир», 1958.[3]
- Портрет Соломії Крушельницької. 1959, теракота, 58×54,5×33.[5]
- Портрет члена КПЗУ Степана Бойка. 1959, тонований гіпс, 164×45×59.[5]
- Портрет Соломії Крушельницької. 1960, мармур, 95×42×25.[5]
- Портрет Г. Вінстона (1960).[3]
- Портрет Героя Радянського Союзу генерала Д. Карбишева. 1960, штучний камінь, 95×44×64, Львівська галерея мистецтв.[6]
- Портрет Ернеста Хемінгуея. 1961, тонований гіпс, 54×31,5×42.[5] Також граніт, 69×41,5×55,5, Національний музей у Львові.[6]
- Портрет І. Жоліо-Кюрі, 1961.[3]
- «В'язень. Концтабір», 1961, штучний камінь, 93×41×70.[5]
- «Воїн революції», 1962.[3]
- Пам'ятник Миколі Кузнецову у Львові (1962, співавтори скульптори Валентин Подольський, С. Рукавишніков, архітектори Володимир Дорошенко[7], Михайло Каневський[8]). Демонтований.
- Скульптура із серії «Мистецтво — народу» на вулиці Липинського у Львові.[9]